# NHL Entry Draft 2004

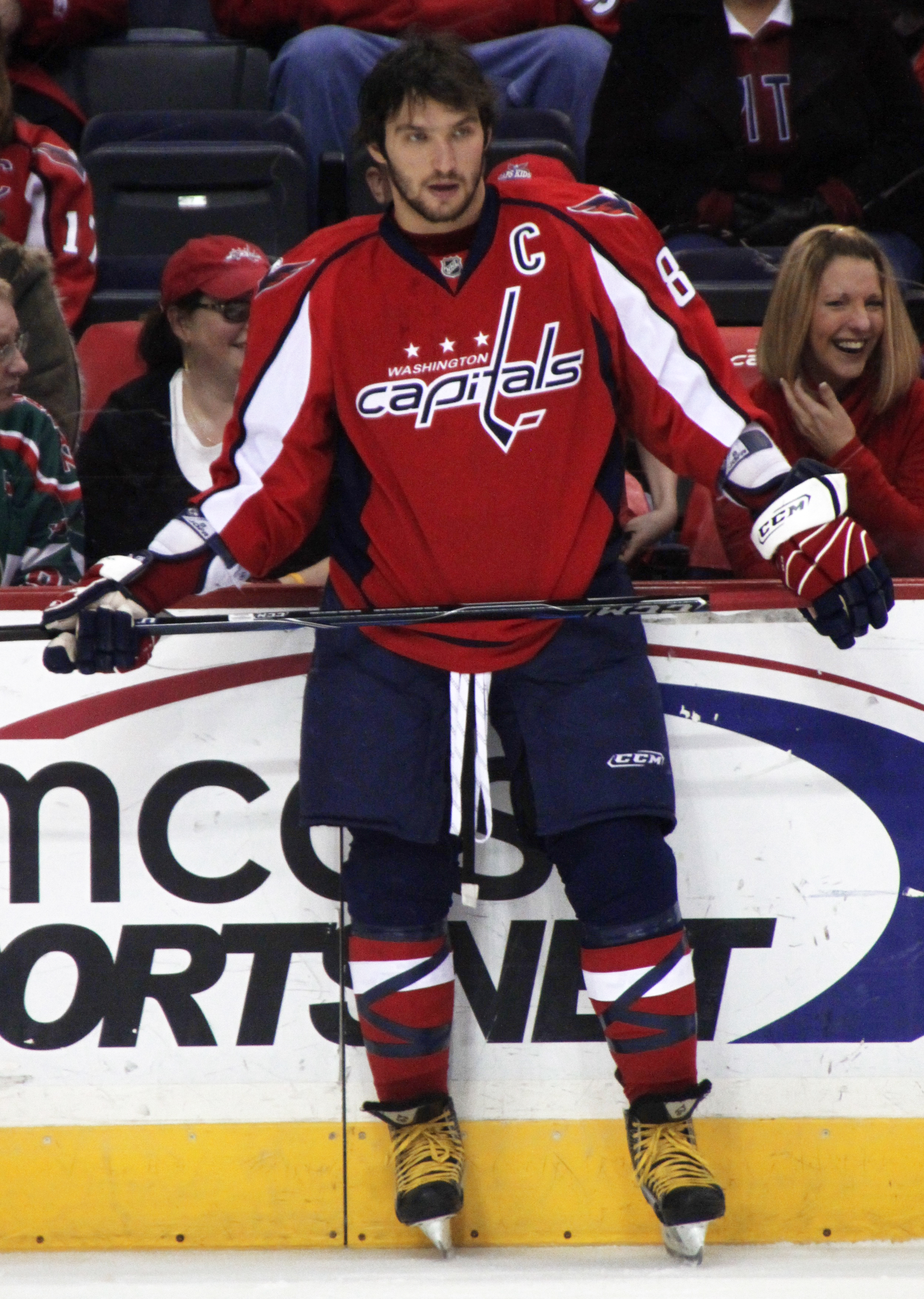
Wybrany z nr 1, Aleksandr Owieczkin (2008)

NHL Entry Draft 2004 był 42. draftem NHL w historii. Odbył się w dniu 26 czerwca 2004 w RBC Center w Raleigh (Karolina Północna). Rozlosowano 291 zawodników w 9 rundach. Z numerem 1 został wybrany Rosjanin, Aleksandr Owieczkin do Washington Capitals.

## Draft 2004
| Rundy                                                                                           |
| Runda 1 \| Runda 2 \| Runda 3 \| Runda 4 \| Runda 5 \| Runda 6 \| Runda 7 \| Runda 8 \| Runda 9 |

Oznaczenie pozycji zawodników: B – bramkarz, O – obrońca, C – center, PW – prawskrzydłowy, LW – lewoskrzydłowy, S – skrzydłowy.

### Runda 1
| #  | Zawodnik                 | Narodowość        | Drużyna NHL                                 | Klub macierzysty                     |
| -- | ------------------------ | ----------------- | ------------------------------------------- | ------------------------------------ |
| 1  | Aleksandr Owieczkin (LS) | Rosja             | Washington Capitals                         | Dinamo Moskwa                        |
| 2  | Jewgienij Małkin (C)     | Rosja             | Pittsburgh Penguins                         | Mietałłurg Magnitogorsk              |
| 3  | Cam Barker (O)           | Kanada            | Chicago Blackhawks                          | Medicine Hat Tigers (WHL)            |
| 4  | Andrew Ladd (LS)         | Kanada            | Carolina Hurricanes (z Columbus)            | Calgary Hitmen (WHL)                 |
| 5  | Blake Wheeler (PS)       | Stany Zjednoczone | Phoenix Coyotes                             | University Of Minnesota (NCAA)       |
| 6  | Al Montoya (B)           | Stany Zjednoczone | New York Rangers                            | University of Michigan (NCAA)        |
| 7  | Rostislav Olesz (C)      | Czechy            | Florida Panthers                            | HC Vítkovice                         |
| 8  | Alexandre Picard (LS)    | Kanada            | Columbus Blue Jackets (z Carolina)          | Lewiston Maineiacs (QMJHL)           |
| 9  | Ladislav Šmíd (O)        | Czechy            | Anaheim Mighty Ducks                        | Bílí tygři Liberec                   |
| 10 | Boris Valabik (O)        | Słowacja          | Atlanta Thrashers                           | Kitchener Rangers (OHL)              |
| 11 | Lauri Tukonen (PS)       | Finlandia         | Los Angeles Kings                           | Blues                                |
| 12 | A. J. Thelen (O)         | Stany Zjednoczone | Minnesota Wild                              | Michigan State University (NCAA)     |
| 13 | Drew Stafford (PS)       | Stany Zjednoczone | Buffalo Sabres                              | University of North Dakota (NCAA)    |
| 14 | Devan Dubnyk (B)         | Kanada            | Edmonton Oilers                             | Kamloops Blazers (WHL)               |
| 15 | Aleksandr Radułow (PS)   | Rosja             | Nashville Predators                         | THK Twer                             |
| 16 | Petteri Nokelainen (C)   | Finlandia         | New York Islanders                          | SaiPa                                |
| 17 | Marek Schwarz (B)        | Kanada            | St. Louis Blues                             | Sparta Praga                         |
| 18 | Kyle Chipchura (C)       | Kanada            | Montreal Canadiens                          | Prince Albert Raiders (WHL)          |
| 19 | Lauri Korpikoski (C)     | Finlandia         | New York Rangers (z Calgary)                | TPS                                  |
| 20 | Travis Zajac (C)         | Kanada            | New Jersey Devils (z Dallas)                | Salmon Arm Silverbacks (BCHL)        |
| 21 | Wojtek Wolski (LS)       | Kanada            | Colorado Avalanche                          | Brampton Battalion (OHL)             |
| 22 | Lukáš Kašpar (PS)        | Czechy            | San Jose Sharks (z New Jersey przez Dallas) | HC Litvínov                          |
| 23 | Andrej Meszároš (O)      | Słowacja          | Ottawa Senators                             | Vancouver Giants (WHL)               |
| 24 | Kris Chucko (LS)         | Kanada            | Calgary Flames (z Toronto przez NY Rangers) | Salmon Arm Silverbacks (BCHL)        |
| 25 | Rob Schremp (C)          | Stany Zjednoczone | Edmonton Oilers (z Philadelphia)            | London Knights (OHL)                 |
| 26 | Cory Schneider (B)       | Stany Zjednoczone | Vancouver Canucks                           | Phillips Academy (US High School-MA) |
| 27 | Jeff Schultz (O)         | Kanada            | Washington Capitals (z Bostonu)             | Calgary Hitmen (WHL)                 |
| 28 | Mark Fistric (O)         | Kanada            | Dallas Stars (z San Jose)                   | Vancouver Giants (WHL)               |
| 29 | Mike Green (O)           | Kanada            | Washington Capitals (z Detroit)             | Saskatoon Blades (WHL)               |
| 30 | Andy Rogers (O)          | Kanada            | Tampa Bay Lightning                         | Calgary Hitmen (WHL)                 |

### Runda 2
| #  | Zawodnik              | Narodowość        | Drużyna NHL                                 | Klub macierzysty       |
| -- | --------------------- | ----------------- | ------------------------------------------- | ---------------------- |
| 32 | Dave Bolland (C)      | Kanada            | Chicago Blackhawks                          | London Knights         |
| 33 | Chris Bourque (C)     | Stany Zjednoczone | Washington Capitals                         | Cushing Academy        |
| 34 | Johan Fransson (O)    | Szwecja           | Dallas Stars (z Columbus)                   | Luleå                  |
| 49 | Carl Söderberg (C)    | Szwecja           | St. Louis Blues                             | Malmö Redhawks         |
| 56 | Nicklas Grossmann (O) | Szwecja           | Dallas Stars                                | Södertälje             |
| 50 | Enwer Lisin (PS)      | Rosja             | Phoenix Coyotes                             | Kristałł Saratów       |
| 58 | Kiriłł Lamin (O)      | Rosja             | Ottawa Senators                             | CSKA Moskwa            |
| 62 | Michaił Juńkow (C)    | Rosja             | Washington Capitals (z Bostonu)             | Krylja Sowietow Moskwa |
| 63 | David Krejčí (C)      | Czechy            | Boston Bruins (z San Jose)                  | HC Kladno U20          |
| 64 | Mārtiņš Karsums (LS)  | Łotwa             | Boston Bruins (z Detroit przez Los Angeles) | Moncton Wildcatskwa    |

### Runda 3
| #  | Zawodnik                 | Narodowość | Drużyna NHL                                  | Klub macierzysty             |
| -- | ------------------------ | ---------- | -------------------------------------------- | ---------------------------- |
| 66 | Sami Lepistö (O)         | Finlandia  | Washington Capitals (wyrównawczo)            | Jokerit                      |
| 71 | Andrej Sekera (O)        | Słowacja   | Buffalo Sabres (z Phoenix)                   | HC Dukla Trenczyn            |
| 72 | Dienis Parszyn (LS)      | Rosja      | Colorado Avalanche                           | CSKA Moskwa                  |
| 75 | Tim Brent (C)            | Kanada     | Mighty Ducks of Anaheim                      | Toronto St. Michael's Majors |
| 78 | Peter Ölvecký (O)        | Słowacja   | Minnesota Wild                               | HC Dukla Trenczyn            |
| 81 | Václav Meidl (N)         | Czechy     | Nashville Predators                          | Plymouth Whalers             |
| 82 | Siergiej Ogorodnikow (C) | Rosja      | New York Islanders                           | THK Twer                     |
| 83 | Wiktor Aleksandrow (PS)  | Kazachstan | St. Louis Blues                              | Mietałłurg Nowokuźnieck      |
| 84 | Aleksiej Jemielin (O)    | Rosja      | Montreal Canadiens                           | CSK WWS Samara               |
| 87 | Peter Regin (C)          | Dania      | Ottawa Senators (z Colorado przez Nashville) | Herning Blue Fox             |
| 89 | Jeff Glass (B)           | Kanada     | Ottawa Senators                              | Kootenay Ice                 |
| 91 | Alexander Edler (O)      | Szwecja    | Vancouver Canucks                            | Jämtland                     |
| 94 | Thomas Greiss (B)        | Niemcy     | San Jose Sharks                              | Kölner Haie                  |
| 97 | Johan Franzén (C)        | Szwecja    | Detroit Red Wings                            | Linköpings HC                |
| 98 | Dustin Boyd (C)          | Kanada     | Calgary Flames                               | Moose Jaw Warriors (WHL)     |

### Runda 4
| #   | Zawodnik             | Narodowość        | Drużyna NHL                                             | Klub macierzysty           |
| --- | -------------------- | ----------------- | ------------------------------------------------------- | -------------------------- |
| 102 | Mike Lundin (PS)     | Stany Zjednoczone | Tampa Bay Lightning (z Columbus)                        | University of Maine (NCAA) |
| 110 | Ned Lukacevic (LS)   | Kanada            | Los Angeles Kings                                       | Spokane Chiefs (WHL)       |
| 113 | Roman Kukumberg (PS) | Słowacja          | Toronto Maple Leafs (z Edmonton przez NY Rangers)       | HC Dukla Trenczyn          |
| 121 | Kris Hogg (LS)       | Kanada            | Calgary Flames (z New Jersey przez Columbus i Carolina) | Kamloops Blazers (WHL)     |
| 127 | Ryan Callahan (PS)   | Stany Zjednoczone | New York Rangers (z San Jose)                           | Guelph Storm (OHL)         |
| 128 | Evan McGrath (C)     | Kanada            | Detroit Red Wings                                       | Kitchener Rangers (OHL)    |

### Runda 5
| #   | Zawodnik              | Narodowość        | Drużyna NHL                      | Klub macierzysty                   |
| --- | --------------------- | ----------------- | -------------------------------- | ---------------------------------- |
| 130 | Michal Sersen (O)     | Słowacja          | Pittsburgh Penguins              | Rimouski Océanic (QMJHL)           |
| 136 | Nikita Nikitin (O)    | Rosja             | St. Louis Blues (z Florida)      | Awangard Omsk                      |
| 147 | Janne Niskala (O)     | Finlandia         | Nashville Predators              | Lukko                              |
| 150 | Michaił Hrabouski (C) | Białoruś          | Montreal Canadiens               | Nieftiechimik Niżniekamsk          |
| 151 | Siarhiej Kołasau (D)  | Białoruś          | Detroit Red Wings (wyrównawczo)  | Dynama Mińsk                       |
| 153 | Steven Zalewski (C)   | Stany Zjednoczone | San Jose Sharks (z Dallas Stars) | Northwood Prep (US High School-NY) |
| 157 | Dmitrij Worobjow (O)  | Rosja             | Toronto Maple Leafs (z Florida)  | Łada Togliatti                     |

### Runda 6
| #   | Zawodnik            | Narodowość | Drużyna NHL                                         | Klub macierzysty |
| --- | ------------------- | ---------- | --------------------------------------------------- | ---------------- |
| 180 | Roman Polák (O)     | Czechy     | St. Louis Blues                                     | HC Vítkovice     |
| 190 | Lennart Petrell (C) | Finlandia  | Columbus Blue Jackets (z Bostonu)                   | HIFK             |
| 191 | Karri Rämö (B)      | Finlandia  | Tampa Bay Lightning (z San Jose przez Philadelphia) | Pelicans         |

### Runda 7
| #   | Zawodnik                | Narodowość        | Drużyna NHL                        | Klub macierzysty |
| --- | ----------------------- | ----------------- | ---------------------------------- | ---------------- |
| 196 | Petri Kontiola (C)      | Finlandia         | Chicago Blackhawks                 | Tappara          |
| 199 | Chad Kolarik (C)        | Stany Zjednoczone | Phoenix Coyotes                    | US NTDP (NAHL)   |
| 218 | Siarhiej Kukuszkin (PS) | Białoruś          | Dallas Stars (wyrównawczo)         | Junost' Mińsk    |
| 220 | Maksim Siemionow (O)    | Kazachstan        | Toronto Maple Leafs                | Łada Togliatti   |
| 221 | Danny Taylor (B)        | Kanada            | Los Angeles Kings (z Philadelphia) | uelph Storm\|}   |

### Runda 8
| #   | Zawodnik            | Narodowość | Drużyna NHL                                 | Klub macierzysty           |
| --- | ------------------- | ---------- | ------------------------------------------- | -------------------------- |
| 238 | Yutaka Fukufuji (B) | Japonia    | Los Angeles Kings                           | Bakersfield Condors (ECHL) |
| 239 | Brandon Yip (B)     | Kanada     | LColorado Avalanche (z Minnesoty)           | Coquitlam Express (BCHL)   |
| 243 | Dienis Kulasz (O)   | Rosja      | Nashville Predators                         | Awangard Omsk              |
| 251 | Jan Šteber (C)      | Czechy     | Toronto Maple Leafs                         | Halifax Mooseheads         |
| 258 | Pekka Rinne (B)     | Finlandia  | Nashville Predators (z Tampa Bay Lightning) | Kärpät                     |

### Runda 9
| #   | Zawodnik              | Narodowość | Drużyna NHL                      | Klub macierzysty   |
| --- | --------------------- | ---------- | -------------------------------- | ------------------ |
| 259 | Brian Ihnacak (C)     | Kanada     | Pittsburgh Penguins              | Brown University   |
| 260 | Marko Anttila (PS)    | Finlandia  | Chicago Blackhawks               | LeKi               |
| 262 | Mark Streit (O)       | Szwajcaria | Montreal Canadiens (wyrównawczo) | ZSC Lions          |
| 266 | Jakub Petružálek (PS) | Czechy     | New York Rangers                 | HC Litvínov        |
| 269 | Janne Pesonen (PS)    | Finlandia  | Anaheim Mighty Ducks             | Kärpät             |
| 272 | Kyle Wilson (C)       | Kanada     | Minnesota Wild                   | Colgate University |
| 287 | Jannik Hansen (PS)    | Dania      | Vancouver Canucks                | Rødovre IK         |